# Porquera (parroquia)
Porquera (llamada oficialmente San Martiño de Porqueira) es una parroquia del municipio español de Porquera, en la provincia de Orense, Galicia.

## Toponimia
La parroquia también es conocida por los nombres de San Martín de Porquera, San Martín de Porqueira y San Martiño da Porqueira.

## Organización territorial
La parroquia está formada por cuatro entidades de población:
- Faramiñás
- Faramontaos
- Jocín (Xocín)
- Tellados (Telladas)

## Demografía
| Gráfica de evolución demográfica de Porquera entre 2000 y 2023 |
|                                                                |
| Datos según el nomenclátor publicado por el INE.               |